# Tebel (Bareng)
Tebel is een bestuurslaag in het regentschap Jombang van de provincie Oost-Java, Indonesië. Tebel telt 3608 inwoners (volkstelling 2010).